# Sarm Studios
Los Sarm Studios son unos estudios de grabación de Londres. Originalmente fundados en 1973 en el Este de la ciudad. Con la compra en 1982 por parte de Jill Sinclair y Trevor Horn de los Basing Street Studios, al Oeste de Londres, las instalaciones originales pasaron a denominarse Sarm East Studios, mientras que los estudios recién adquiridos pasaron a conocerse como Sarm West Studios. Las ubicaciones originales de Sarm Studios finalmente fueron reemplazadas por el complejo Sarm Music Village.

## Historia

### Sarm East (1973-2001)
Los Sarm Studios se crearon en 1973 en el área de Aldgate, en un edificio anteriormente ocupado por los The City of London Recording Studios, donde se grabaron programas de radio y narraciones de noticias desde 1960 hasta su cierre en 1972. Poco después, Gary Lyons y Barry Ainsworth, dos ingenieros de sonido que habían estado trabajando en un servicio de copia de cintas llamado Sound and Recording Mobiles, compraron la instalación con el respaldo financiero del empresario David Sinclair y la nombraron con un acrónimo de su nombre comercial, abriendo SARM en julio de 1973. Ainsworth dejó el negocio en 1975, reemplazado por Mike Stone, quien había trabajado como ingeniero en los Trident Studios. Los hijos de David Sinclair, John y Jill, se hicieron cargo más adelante de la dirección de los estudios.
En 1975, la banda de rock británica Queen grabó parte de los temas "Bohemian Rhapsody" y "The Prophet’s Song" en los Sarm Studios. En 1976 grabaron el vídeo de "Somebody to Love" y regresaron durante el verano de 1977 para grabar parte de su álbum News of the World, incluyendo la canción "We Are the Champions".
A mediados de la década de 1970, Sarm fue uno de los primeros estudios del Reino Unido en contar con una mesa de grabación de 24 pistas que poco más tarde se amplió a 48. El equipamiento incluyó un Eventide H910 Harmonizer, un Lexicon 224 digital reverb, un UREI 1176 compressors, y un AMS digital delay.
En 1978, los estudios sufrieron grandes daños por una inundación y se sometió a una importante renovación, que incluyó un rediseño de la sala de control y la consola Trident TSM más grande construida hasta la fecha, con el sistema de automatización Allison. Al mismo tiempo, las máquinas de cinta multipista 3M y MCI fueron reemplazadas por un par de Studer A80 (que luego serían reemplazadas por Studer A800 Mk III) con Dolby A. En 1982, el estudio de Sarm en el este de Londres fue uno de los primeros de la ciudad en instalar una mesa de mezclas Solid State Logic 4000E.
El productor Trevor Horn, cliente habitual de los estudios, se casó en 1980 con Jill Sinclair y en 1982 fundaron la compañía discográfica ZTT Records y  compraron los Island Studios en Basing Street, rebautizándolos con el nombre de Sarm West Studio. 
Hasta su cierre en 2001, los Sarm East Studio acogieron grabaciones de artistas como The Buggles, Yes, Dollar, ABC, Nik Kershaw, Art of Noise, Rushy Billy Squier.

### Sarm West (1982–2013)
En 1982, los propietarios de los Sarm Studios, Jill Sinclair y Trevor Horn compraron los Basing Street Studios en el Oeste de Londres, renombrando a los estudios originales de Aldgate como Sarm East Studio y los nuevos como Sarm West Studio. Horn y Sinclair también establecieron en las nuevas instalaciones las oficinas de sus sellos discográficos, ZTT Records y Stiff Records, así como las de las editoriales Perfect Songs y Unforgettable Songs.
Sarm West fue usado por artistas como Iron Maiden, Art of Noise, Nik Kershaw, Frankie Goes to Hollywood, Propaganda, Yes, Grace Jones, Seal, Marc Almond, George Michael, Madonna, Belle and Sebastian, Pet Shop Boys, KT Tunstall, Depeche Mode, East 17, Take That, Little Mix, Boyzone, Christina Aguilera y Rihanna.
En noviembre de 1984, el estudio 1 de Sarm West acogió la grabación de la canción "Do They Know It's Christmas" por los miembros de la Band Aid para recaudar fondos para la hambruna que sufría Etiopía. La banda benéfica regresó en 2014 a los estudios para grabar un sencillo conmemorativo por el 30 aniversario de la publicación de la canción.
En 1987, se grabaron partes del álbum de George Michael, Faith.
Entre 2004 y 2005, Gorillaz grabó Demon Days bajo la producción de Danger Mouse y con músicos invitados como De La Soul, Shaun Ryder y Dennis Hopper
En mayo de 2011, se añadieron dos nuevas salas de grabación y nuevas oficinas. El rediseño incluyó zonas de alojamiento. Los estudios pasaron a formar parte del SPZ Group, un holding propiedad de Sinclair y Horn.
Sarm West Studios se cerró en 2013 y el edificio se transformó en nueve apartamentos de lujo en 2018.

### Sarm Music Village (2013-presente)
En 2013, SPZ Group abrió el Sarm Music Village, un complejo que cuenta con 6 estudios en Ladbroke Grove.